# 1105 Fragaria
1105 Fragaria är en asteroid i huvudbältet som upptäcktes den 1 januari 1929 av den tyske astronomen Karl Wilhelm Reinmuth. Dess preliminära beteckning var 1929 AB. Den fick sedan namnet efter det vetenskapliga namnet på smultronsläktet.
Den tillhör asteroidgruppen Eos.
Fragarias senaste periheliepassage skedde den 27 oktober 2021. Beräkningar har gett vid handen att asteroiden har en rotationstid på ungefär 10,88 timmar.